# Méditation sur la politique de Jeanne d'Arc
Méditation sur la politique de Jeanne d'Arc est un livre du journaliste et homme politique français Charles Maurras publié en 1931. Le texte est en opposition avec la narration républicaine de l'épopée de Jeanne d'Arc et insiste sur le caractère politique de la mission de la « pucelle d'Orléans ».

## Présentation

### Contexte
Les textes majeurs de Charles Maurras à propos de Jeanne d'Arc datent des années 1920 et 1930. Lors de l'affaire Thalamas ou de la bataille pour instituer la Fête Jeanne d’Arc comme fête nationale, Maurras ne s'exprime guère « sur le caractère et le royalisme de la Pucelle ».
Le texte est issu d'une conférence récitée en 1929 à l'Association des jeunes filles royalistes, enrichi d'illustrations de Maxime Real del Sarte. 

### Analyse
D'après l'analyse de l'historien Philippe Contamine, le récit « reprend beaucoup de motifs du discours classique des droites, mais il est original et neuf à différents niveaux ». Tout d'abord, l'anachronisme du texte est une première originalité renvoyant aux « écrits royalistes des XVIIe et XVIIIe siècles ». Pour Maurras, Jeanne d'Arc n'est pas une démocrate ni même une insurgé mais fait plutôt figure de royaliste que de « douce héritière du mouvement brutal des Jacques » selon la formule de Jean Jaurès. Jeanne d'Arc aurait ainsi compris la nécessité du roi dans la construction de la France. 

« On lit distinctement dans sa pensée et dans son cœur, les trois idées directrices de l’ancien Tiers-État français : le Patrimoine maintenu et la Patrie sauvée par la Royauté rétablie. »

L'analyse de Maurras décèle l'omniprésence d'un politique d'abord chez Jeanne d'Arc,. Toute la nouveauté de ce texte réside dans l'insistance du caractère politique de la mission de Jeanne d'Arc,. Il en veut pour preuve que Jeanne d'Arc préfère conduire le Roi sur le chemin du Sacre de Reims plutôt que de continuer d'enfoncer les lignes anglaises après la levée du siège d'Orléans et la bataille de Patay. Maurras pense que Jeanne d'Arc savait que rien de solide ne pouvait se faire sans le roi.

« L’essentiel esprit de la mission de Jeanne d’Arc est que le salut national s’opère par l’œuvre du Roi. »

Jeanne d'Arc emprunte un langage guerrier similaire à celui des poilus lors de la Première Guerre mondiale : « nous les aurons ». D'après Maurras, Jeanne d'Arc incarne un soldat dans l'âme mais aucunement une « préfiguration de la nation armée ».

Le texte est conclu sur cette phrase :

« Il ne me semble pas qu'il puisse être interdit de saluer en Jeanne d'Arc sa fidélité à ce qu'il y a de plus solide et de plus vivace, l'État, le Roi, dans la structure de son ouvrage, notre Patrie. »

### Postérité
Le texte est repris dans l'ouvrage Jeanne d’Arc, Louis XIV, Napoléon de Charles Maurras publié en 1937 ainsi que dans La politique de Jeanne d'Arc publié après 1940.

### Illustrations
L'illustration de Maxime Real del Sarte exécutée sur la couverture du livre représente Jeanne d'Arc avec une couronne d'épines se substituant à l'auréole traditionnelle. Cette iconographie est rare, surtout à partir de la canonisation de 1920.